# Sidi Larbi Cherkaoui
Sidi Larbi Cherkaoui (Anversa, 10 marzo 1976) è un coreografo e ballerino belga.

## Biografia
Nato ad Anversa da madre fiamminga e padre marocchino, Sidi Larbi Cherkaoui ha studiato alla Performing Arts Research and Training Studios sotto la supervisione di Anne Teresa De Keersmaeker.
Ha fatto il suo debutto come coreografo nel 1999 con il musical Anonymous Society a cui sono seguiti i balletti Rien de Rien (2000), Foi (2003) e Tempus Fugit (2004).
Molto attivo sulle scene londinesi, ha vinto due Premio Laurence Olivier, il massimo riconoscimento del teatro britannico, nel 2010 e nel 2012. Dal 2015 è il direttore artistico del Balletto Reale delle Fiandre, per cui ha coreografato una dozzina di balletti poi riproposti in altri teatri dell'opera europei. 

Nel 2018 viene insignito del XV Premio Europa Realtà Teatrali, a San Pietroburgo, con la seguente motivazione:
Creatore di un teatro-danza senza confini artistici, di genere e geografici, Sidi Larbi Cherkaoui, trovando connessioni di ogni tipo, sa costruire spettacoli ‘animici’ di forte impatto emotivo e grande bellezza formale. Le sue creazioni mettono in danza l’occidente e l’oriente, il mondo della danza e quello dell’arte contemporanea, quello delle arti marziali cinesi o l’immaginario dei manga giapponesi, mondi inferi stranamente luminosi dove attraverso il canto si può ricercare l’armonia, oppure visioni belle e perturbanti di una genesi futura, solo per ricordare alcuni dei suoi lavori. Il linguaggio del corpo, i movimenti, l’uso degli spazi e degli oggetti, il suo approccio concettuale alla danza, fanno di ogni creazione di Sidi Larbi Cherkaoui un evento scenico il cui linguaggio raggiunge una cifra stilistica peculiare, perfetta e molto coinvolgente.
Nel 2020 ha debuttato a Broadway in veste di coreografo con il musical Jagged Little Pill e ha ricevuto una candidatura al Tony Award alla miglior coreografia.